# Paul Scheuermeier
Paul Scheuermeier (Zurigo, 25 settembre 1888 – Berna, 13 agosto 1973) è stato un linguista e filologo svizzero.

## Biografia
Nel 1919, a conclusione degli studi universitari a prevalente orientamento filologico, ricevette l'incarico da parte dei linguisti suoi maestri Karl Jaberg e Jakob Jud di prendere parte ai rilevamenti finalizzati alla stesura dell'Atlante linguistico ed etnografico dell'Italia e della Svizzera meridionale (AIS).
L'area investita dell'ambizioso progetto di rilevamento venne divisa in tre settori: Gerhard Rohlfs venne incaricato di condurre l'inchiesta relativa all'Italia meridionale, Max Leopold Wagner quella sulla Sardegna, mentre Scheuermeier si occupò di produrre dati concernenti l'Italia centro-settentrionale e parte della Svizzera.
Completata una fase di preparazione alla ricerca sul campo, lo studioso iniziò le sue rilevazioni nel Canton Grigioni e nel Ticino. Nella primavera del 1920 cominciò la lenta discesa lungo la penisola.
Il lavoro di inchiesta, complessivamente, lo tenne impegnato fino al  1935, anche se nel frattempo gli capitò di assumere altri impieghi professionali.
Nel corso del suo rilevamento Scheuermeier si occupò della trascrizione fonetica delle forme linguistiche previste dal questionario che era stato stilato dai curatori dell'AIS, della descrizione e della riproduzione fotografica degli oggetti legati al lavoro nei campi e alla vita domestica, della documentazione di interi cicli produttivi.
Per tutto il tempo tenne un diario sopra il quale annotò le vicissitudini della ricerca sul campo (incontri, spostamenti, problemi nel rapporto con la figura dell'informatore).
L'atlante venne pubblicato tra il 1928 e il 1940 in otto volumi. In quegli stessi anni  Scheuermeier lavorò alla scrittura di un'opera appositamente pensata per raccogliere una sintesi significativa dei risultati della ricerca etnografica condotta nell'ambito dell'AIS.
Il lavoro, pubblicato tra il 1943 e il 1956 in due volumi, venne intitolato Bauernwerk in Italien. L'edizione in lingua italiana risale al 1980. Il lavoro dei contadini. Cultura materiale e artigianato rurale in Italia e nella Svizzera italiana e retoromanza, dà conto dei dati raccolti in 416 località.
In Umbria Scheuermeier  compì due campagne di rilevamento. La prima tra il 1924 e il 1925, e la seconda nel 1930. Undici furono i luoghi presi in considerazione nel corso del primo rilevamento: Pietralunga, Civitella Benazzone, Loreto di Gubbio, Panicale, Perugia, Nocera Umbra, Marsciano, Trevi, Norcia, Orvieto, Amelia.
Al momento della pubblicazione dei primi volumi dall'AIS i curatori si resero conto che mentre al sezione linguistica dell'opera appariva dettagliata ed esaustiva, quella etnografica presentava delle lacune. Per rimediare a questa mancanza venne studiato un ulteriore questionario, e sulla base di quest'ultimo il ricercatore venne inviato a raccogliere dati in ventidue località sparse sulla penisola.
Per i motivi sopra esposti, nel 1930 Scheuermeier tornò in Umbria, questa volta accompagnato dal disegnatore e silografo bernese Paul Boesch.
Nel 1963 in riconoscimento del suo lavoro, venne nominato membro corrispondente dell'Accademia della Crusca. 
Paul Scheuermeier morì a Berna il 13 agosto 1973.

## Opere
- Paul Scheuermeier, Il Trentino dei contadini 1921-1931, a cura di Giovanni Kezich; saggi di Carla Gentili et al., Trento, Museo degli usi e costumi della gente trentina, 1995, ISBN 88-85352-05-7.
- Paul Scheuermeier, 1. Lombardia orientale, le province di Brescia e Bergamo, in La Lombardia dei contadini. 1920-1932, a cura di Giovanni Bonfadini, Fabrizio Caltagirone, Italo Sordi; saggi di Giovanni Bonfadini et al., Brescia, Grafo, 2001, ISBN 88-7385-517-2.
- Paul Scheuermeier, 2. Lombardia orientale, le province di Cremona e Mantova, in La Lombardia dei contadini. 1920-1932, a cura di Giovanni Bonfadini, Fabrizio Caltagirone, Italo Sordi; saggi di Giovanni Bonfadini, Fabrizio Caltagirone, Italo Sordi, Brescia, Grafo, 2002, ISBN 88-7385-517-2.
- Paul Scheuermeier, 3. Lombardia occidentale, in La Lombardia dei contadini. 1920-1932, a cura di Fabrizio Caltagirone, Glauco Sanga, Italo Sordi; saggi di Fabrizio Caltagirone et al., Brescia, Grafo, 2007, ISBN 88-7385-753-1.
- Paul Scheuermeier, Il Veneto dei contadini. 1921-1932, a cura di Daniela Perco, Glauco Sanga, Maria Teresa Vigolo; traduzioni di Carla Gentili, Costabissara, Colla, 2011, ISBN 978-88-89527-53-5.
- Paul Scheuermeier, I contadini di Paul Scheuermeier, a cura di Claudia Giacometti, Giorgio Pedrocco, Massimo Tozzi Fontana, Bologna, Editrice Compositori, 2012, ISBN 978-88-7794-789-5.
- Paul Scheuermeier, La Romagna dei contadini. 1923-1931, a cura di Mario Turci, con testi di Federica Foschi, Laura Iuliano, Davide Pioggia, Paolo Pracucci; traduzioni di Laura Iuliano, Imola, La Mandragora, 2013, ISBN 978-88-7586-329-6.